# Vuurwerkramp in Paramaribo
In 1962 voltrok zich een vuurwerkramp in Paramaribo. Het was in Suriname de grootste vuurwerkramp van de eeuw. Bij de ramp kwamen zeven mensen om het leven.
De ramp vond op dinsdag 18 december 1962 plaats in het warenhuis King Sing aan de Dr. Sophie Redmondstraat, op de hoek met de Zwartenhovenbrugstraat. In de winkel brak om 18:00 uur brand uit omdat een winkelbediende een stuk vuurwerk wilde demonstreren. Deze kwam in de etalage terecht, waar vuurwerk lag opgeslagen. Er ontstond hierdoor razendsnel een vlammenzee die niet meer te blussen was. De politie moest met een gummiknuppel nieuwsgierige toeschouwers op een afstand houden om te voorkomen dat ze het bluswerk zouden hinderen. Het warenhuis en het pand ernaast brandden tot de grond toe af. De schade werd geraamd op een miljoen gulden.
Bij de ramp kwamen vier vrouwen en drie kinderen om het leven. Het was een zware klap voor de restauranthouder Iwan Lieuw Ajoen, die zijn zus Annie Kwie Ying (33 jaar) en schoonzus Teresa Maria Sau Lin Jong Akiem–Lau (26) verloor, evenals zijn kinderen Iwan jr. (5), Edith (3) en Elizabeth (1 jaar 10 maanden). De twee andere slachtoffers waren mevrouw Kok Sy Tjong–Malmberg en het meisje Georgetine Kamp. Drie gewonden moesten met brandwonden in het ziekenhuis worden opgenomen. De brand ging gepaard met oorverdovend lawaai doordat het aanwezige vuurwerk vlam vatte, waarin het hulpgeroep van de slachtoffers verloren ging. Vier kinderen bleven als wees achter.
Naar aanleiding van deze en een andere brand die diezelfde week plaatsvond werd een inzamelingsactie voor de slachtoffers gehouden door de lokale radiostations en drie serviceclubs. Er werd binnen drie uur zendtijd al 14.000 gulden bijeengebracht.